# Osudové selhání
Osudové selhání (anglicky: Breach) je americký špionážní thriller režírovaný Billym Rayem z roku 2007. Příběh vychází ze skutečných událostí. Zachycuje poslední fázi předávání tajných informací a zatčení špióna, kterým byl více než dvacet let agent FBI Robert Hanssen, pracující pro Sovětský svaz a Rusko. K jeho zadržení a doznání došlo v roce 2001. Hlavní postavu agenta Hanssena ztvárnil oscarový herec Chris Cooper.

## Děj
Eric O'Neill (Ryan Phillippe) je mladý pracovník Federálního úřadu pro vyšetřování (FBI), jenž má v úmyslu stát se agentem. Pro dobré výsledky je mu svěřen důležitý úkol. Čeká ho přiřazení na pozici osobního asistenta dlouholetého agenta FBI Roberta Hanssena (Chris Cooper), který byl převelen na ústředí, aby se stal ředitelem nového oddělení zajišťujícího technologickou a informační bezpečnost úřadu kontrarozvědky. Šéfka Kate Burroughsová (Laura Linneyová) mu sdělí, že bude sledovat Hanssena a mapovat jeho činnost. Žije prý dvojím životem, navenek se chová jako zbožný člověk, katolík chodící pravidelně do kostela, člen Opus Dei řídící se desaterem, na druhou stranu má nezvládnuté sexuální deviace, nahrává si intimní akty s manželkou a ukazuje je přátelům, stahuje v práci porno a o svých sexuálních praktikách otevřeně chatuje na síti. Pravý důvod sledování potenciálnímu agentovi však zatím sdělen není.
Po navázání bližších kontaktů obou hlavních hrdinů dochází ke vzájemným návštěvám rodin. Ericově mladé manželce Julianě O'Neillové (Caroline Dhavernasová) se však Hanssen nezamlouvá, dochází kvůli němu k hádkám a první rodinné krizi. Erica si však nový nadřízený získá svým vystupováním a důvěrou, nenachází nic, co by svědčilo o pojatém podezření. V tomto smyslu referuje šéfce, která mu sděluje skutečný důvod dohledu. Hanssen je špión, již od roku 1979 předal řadu tajných dokumentů Rusku, které ohrozily bezpečnost Spojených států, v rozsahu špionáže se jedná o jednu z největších kauz vůbec. Udal mnoho ruských agentů pracujících pro druhou stranu, minimálně tři byli po vyzrazení zastřeleni. Zvláštní sexuální aktivity nejsou jen zástěrkou, ale skutečností. Pro potvrzení těchto faktů jsou mladému pracovníku poskytnuty důkazy. Nové oddělení, které nyní Hanssen vede, je falešné. Obsahuje řadu sledovací techniky a na tomto případu pracují desítky lidí.
Hanssenovi byl jmenováním do „virtuálního úřadu“ odepřen přístup k důležitým zpravodajským informacím. Navíc začíná tušit, že by mohl být odposloucháván, když opakovaně zaznamenává ruchové interference rádia v autě. FBI zachycuje jeho vzkaz Rusům, ve kterém sděluje, že ztratil vliv a nemá dále zájem na spolupráci. Ericovi se přesto podaří šéfovu důvěru v sebe sama obnovit a tím vykřesat naději na poslední předávku materiálů, při které by jej zadrželi.
V neděli 18. února 2001 se Hanssen rozjíždí do virginského lesíka Foxstone Park poblíž bydliště ve Vienně. Pod dřevěným mostem zanechává důkazní materiály k předávce a při nasedání do vozu je zadržen.
Burroughsová nadějného O'Neilla pochválí a vyjadřuje potěšení nad tím, že se agentura získá dalšího vynikajícího agenta. Eric má však téměř rozvrácené manželství, stálá nejistota, stres a zákaz sdělování informací manželce jej dovedou k rozhodnutí z FBI definitivně odejít, a to do soukromého sektoru, kde se ocitá v právnickém odvětví.

## Obsazení
| Chris Cooper          | Robert Hanssen  |
| Ryan Phillippe        | Eric O'Neill    |
| Laura Linneyová       | Kate Burroughs  |
| Caroline Dhavernasová | Juliana O'Neill |
| Dennis Haysbertová    | Dean Plesac     |
| Gary Cole             | Rich Garces     |
| Kathleen Quinlanová   | Bonnie Hanssen  |
| Bruce Davison         | John O'Neill    |
| Tom Barnett           | Jim Olsen       |

## Přesnost
Několik skutečností v postavě Erica O'Neilla neodpovídalo pravdě. Mezi hlavní nesrovnalosti filmu s realitou patří:
- O'Neill ve skutečnosti věděl od počátku, že je Hanssen sledován pro špionážní činnost.[1] Neexistoval žádný krycí příběh o sexuálních deviacích Hanssena, ani dramatická schůzka, na níž se mladý pracovník od šéfky dozvěděl pravdu.
- Neexistoval žádný bližší kontakt mezi rodinami O'Neilla a Hanssena, tak jak je nastíněn ve filmu. Nicméně Hanssen O'Neilla do kostela vzal.
- Scéna, v níž opilý Hanssen zaveze O'Neilla do nočního lesa a střílí okolo jeho těla, aby se přesvědčil o pravdomluvnosti je fiktivní.[2]
- Na rozdíl od filmu, O'Neill již nikdy s Hanssenem po jeho zatčení nekomunikoval, ani jej reálně neviděl.[1]
- Poté, co O'Neill získal v kanceláři Hanssenův palmtop, předal ho ve skutečnosti technikům FBI místo toho, aby stahoval data sám.[2]

## Tržby
První víkend byl film promítán v 1 489 amerických kinech s výdělkem 10 504 990 dolarů, což znamenalo 6. místo mezi všemi tehdy premiérovými snímky. Ve Spojených státech dosáhl zisk výše 33 231 264 dolarů, celosvětově pak hranice 7 722 671 dolarů, což v součtu tvořilo celkové tržby 40 953 935 dolarů.